# 190710 Marktapley
190710 Marktapley è un asteroide della fascia principale. Scoperto nel 2001, presenta un'orbita caratterizzata da un semiasse maggiore pari a 3,0376018 au e da un'eccentricità di 0,0879239, inclinata di 9,00254° rispetto all'eclittica.